# Corguinho
Corguinho é um município brasileiro da região Centro-Oeste, situado no estado de Mato Grosso do Sul.
Administra quatro distritos: Taboco, Fala Verdade, Baianópolis e Furnas da Boa Sorte.

## História
O povoamento de Corguinho começou em 1931, quando uma leva de garimpeiros, nortistas e nordestinos, tomaram conhecimento dos garimpos nos Córregos Carrapato e Formiga. Ao se instalarem junto ao Córrego Fala Verdade e insatisfeitos com o local, desceram o rio Aquidauana até a foz do Ribeirão Corguinho. Fincaram as bases de um povoado que deu origem a atual sede do município.
Foi elevada a distrito pela Lei N.º 344, de 13 de março de 1934 e o município criado pela Lei N.º 684, de 11 de dezembro de 1953. Em 1977 o município passa a fazer parte do atual estado de Mato Grosso do Sul.

## Geografia

### Localização
O município de  está situado no sul da região Centro-Oeste do Brasil, no centro de Mato Grosso do Sul (Microrregião de Campo Grande). Localiza-se na latitude de 19º49’54” Sul e longitude de 54°49’46” Oeste.
Distâncias:
- 96 km da capital estadual (Campo Grande)
- 1 136 km da capital federal (Brasília).

### Geografia física
Solo
Latossolo vermelho
Relevo e altitude
Está a uma altitude de 320 m.
Clima, temperatura e pluviosidade
Está sob influência do clima tropical (AW).
Hidrografia
Está sob influência da Bacia do Rio da Prata.
Vegetação
Se localiza na região de influência do Cerrado.

### Geografia política
Fuso horário
Está a -1 hora com relação a Brasília e -4 com relação a Greenwich.
Área
Ocupa uma superfície de de 2 640,814 km².
Subdivisões
Corguinho (sede) e Baianópolis
Arredores
Cidades de Rio Negro, Aquidauana, Rochedo, Bandeirantes e São Gabriel do Oeste

## Turismo
Na área rural do município, há uma cidade denominada  Zigurats, fundada por Urandir Fernandes de Oliveira. Na cidade encontram-se casas cuja arquitetura utiliza telhados arredondados, abobadados em forma de arco, domo, quadriculado e piramidal, seguindo fórmulas para dificultar o destelhamento, caso ocorram acidentes climáticos na região. 